# Rhyacia rehnensis
Rhyacia rehnensis là một loài bướm đêm trong họ Noctuidae.